# Poecilolepis maritima
Poecilolepis maritima là một loài thực vật có hoa trong họ Cúc. Loài này được (Bolus) Grau miêu tả khoa học đầu tiên năm 1977.